# Юзеф Кофлер
Юзеф Кофлер (пол. Józef Koffler, 28 листопада 1896, Стрий — 1944, Коросно, Польща) — польський композитор-авангардист, музикознавець і викладач музики, який жив перед Другою світовою війною. Відомий тим, що був першим польським композитором, який використав техніку додекафонії.

## Біографія
Юзеф Кофлер народився 28 листопада 1896 року в Стрию (тоді Стрийський повіт, Королівство Галичини і Володимирії, Австро-Угорщина, нині Львівська область, Україна.
У період із 1914 по 1916 роки він навчався у Львові, а із 1918 по 1924 рік Кофлер вивчав музику в Університеті музики й виконавського мистецтва у Відні. Його вчителями були Пауль Грайнер і Фелікс Вейнгартнер. З 1928 по 1941 роки Кофлер працював вчителем музики у Львівській консерваторії. Серед його учнів був, зокрема, польський композитор у вигнанні Роман Гаубенсток-Раматі, який навчався музики у Юзефа Кофлера у 1920—23 роках. У 1936—1939 роках мешкав у будинку на вулиці Хмельовського, 5.
Коли німецькі війська увійшли у Львів, Кофлер був захоплений разом з дружиною і сином, і насильно переселений в гетто в Величці (Польща). Його подальша доля, в тому числі дата, місце і обставини його смерті невідомі. На початку 1944 року він і його родина, ймовірно, були вбиті однією із німецьких айнзатцгруп полизу Коросно (на півдні Польщі), де він переховувався після ліквідації гетто у Величці.
Більшість з неопублікованих записів Кофлера зникла у вирі Другої світової війни, коли композитор помер під час Голокосту. Тільки дві роботи серед його численних композиції були опубліковані після війни. Вони були видані Польським музичним видавництвом (пол. Polskie Wydawnictwo Muzyczne). До них належать: Струнне тріо, твір 10 і Кантата Любов, твір 14. Деякі з його робіт були випущені на платівках.

## Список творів
| Номер твору | Назва                                      | Назва в оригіналі                                     | Рік                   | Інструменти       |
| ----------- | ------------------------------------------ | ----------------------------------------------------- | --------------------- | ----------------- |
|             | Пісня невільника                           | Chanson Slave                                         | перед 1918            | Фортепіано        |
| 1           | Дві пісні Zwei Lieder                      | Zwei Lieder                                           | 1917                  | Вокал             |
| 2           | Увертюра «Ханіфа»                          | Uwertura «Hanifa»                                     | втрачений             | Оркестр           |
| 3           | Східна сюїта                               | Suita orientalna                                      | втрачений             | Оркестр           |
| 4           | Ідилія для камерного оркестру              | Sielanka na orkiestrę kameralną                       | втрачений             | Оркестр           |
| 5           | Струнний квартет                           | Kwartet smyczkowy                                     | втрачений             | Камерна музика    |
| 6           | 40 польських народних пісень               | 40 polskich pieśni ludowych                           | 1925                  | Фортепіано, Вокал |
| 7           | Музика до балету                           | Musique de ballet                                     | 1926                  | Фортепіано        |
| 8           | Вигадана соната                            | Musique. Quasi una sonata                             | 1927                  | Фортепіано        |
| 9           | 15 варіацій на 12 тонів                    | 15 wariacyj szeregu 12 tonów                          | 1927                  | Фортепіано        |
| 10          | Струнне тріо                               | Trio smyczkowe                                        | 1928                  | Камерна музика    |
| 11          | I Симфонія                                 | I Symfonia                                            | 1930                  | Оркестр           |
| 12          | Сонатина                                   | Sonatina                                              | 1930                  | Фортепіано        |
| 9a          | 15 варіацій на 12 тонів                    | 15 wariacyj szeregu 12 tonów                          | 1931                  | Оркестр           |
| 13          | Концерт для фортепіано                     | Koncert fortepianowy                                  | 1932                  | Оркестр           |
| 14          | Кантата Любов                              | Kantata Miłość (Die Liebe)                            | 1931                  | Вокал             |
| 15          | Оперний балет                              | Balet-oratorium Alles durch M.O.W.                    | 1932                  | Вокал             |
| 16          | Дивертисмент (Мала серенада)               | Divertimento (Mała serenada)                          | 1931, втрачений       | Камерна музика    |
| 17          | II Симфонія                                | II Symfonia                                           | 1933                  | Оркестр           |
| 18          | Капричіо                                   | Capriccio                                             | 1936                  | Камерна музика    |
| 19          | Соната для фортепіано                      | Sonata fortepianowa                                   | 1935, втрачений       | Фортепіано        |
| 20          | Струнний квартет                           | Kwartet smyczkowy                                     | 1934, втрачений       | Камерна музика    |
| 21          | III Симфонія                               | III Symfonia                                          | 1935                  | Оркестр           |
| 22          | Чотири поеми                               | Quatre poèmes                                         | 1935                  | Камерна музика    |
| 23          | Варіації на вальс Йоганна Штрауса          | Variations sur une valse de Johann Strauss            | 1935                  | Фортепіано        |
|             | Обробка польських коляд для змішаного хору | opracowania kolęd polskich na chór mieszany           | 1934–1936             | Вокал             |
| 24          | Польська сюїта                             | Suita polska                                          | 1936                  | Оркестр           |
|             | Мала сюїта за Ганною Магдаленою Бах        | Mała suita wg Klavierbüchlein für Anna Magdalena Bach | пр.1937, втрачений    | Оркестр           |
|             | інструментальні Гольдберг-варіації         | instrumentacja Wariacji Goldbergowskich               | 1938                  | Оркестр           |
|             | Генделіана                                 | Händeliana                                            | перед 1940, втрачений | Оркестр           |
| 25          | Радісна увертюра                           | Uwertura radosna                                      | 1940, втрачений       | Оркестр           |
| 26          | IV Симфонія                                | IV Symfonia                                           | 1940                  | Оркестр           |
|             | Чотири п'єси для дітей                     | Czotyry dytiaczi piesy                                | перед 1940            | Фортепіано        |
| 27          | Українські ескізи                          | Ukrajinśki eskizy (Szkice ukraińskie)                 | перед 1941            | Камерна музика    |
|             | Музика для сценічних драм                  | muzyka do sztuk scenicznych                           | втрачений             | Оркестр           |

## Дискографія
- Юзеф Кофлер Музика для балету, Op. 7, Steffen Schleiermacher — фортепіано, MDG MDG6131433, 1996, The Viennese School — Teachers and Followers
- Юзеф Кофлер Сонатина для фортепіано op.12, Joseph Holt, фортепіано, Darkness & Light, Vol. 2, JDT 3086, 1182819, Музика виконана на концерті із серії камерної музики в Меморіальному музеї Голокосту, 1997
- Юзеф Кофлер Для фортепіано I, Sternlicht Elzbieta, фортепіано, Acte Préalable, AP0123, 2005, booklet: prof. Boguslaw Schaeffer (польська, англійська, французька), Загальний час: 52'11"
- Юзеф Кофлер Для фортепіано II, Sternlicht Elzbieta, фортепіано, Acte Préalable, AP0122, 2005, booklet: prof. Boguslaw Schaeffer (польська, англійська, французька), Загальний час: 40'32"